# Glossaulax
Glossaulax is een geslacht van weekdieren uit de klasse van de Gastropoda (slakken).

## Soorten
- Glossaulax draconis (Dall, 1903)
- Glossaulax epheba (Hedley, 1915)
- Glossaulax petiveriana (Récluz, 1843)
- Glossaulax reiniana (Dunker, 1877)
- Glossaulax vesicalis (Philippi, 1849)